# MSQRD
MSQRD, полностью Masquerade (с англ. — «Маскарад») — видео и фото-селфи приложение, разработанное белорусской компанией Masquerade Technologies.
Пользователь может привязать фотографию и затем изменить её вид и поделиться с друзьями на Facebook или Instagram. Также можно выбрать маску-фильтр или эффект, который лежит в библиотеке. Приложение использует 3D-технологии отображения для масок.
Пользователи могут делать собственные маски в Masquerade Editor. Инструмент упрощает процесс проектирования и использования фильтров. Любой графический дизайнер может легко использовать этот инструмент для редактирования фильтра в реальном времени. Сохранённые фильтры можно поместить в публичный каталог.

## История
В марте 2016 Джимми Киммел показал приложение MSQRD в своём телешоу.
4 марта 2016 года приложение появилось в Google Play и стало доступно всем пользователям Android-гаджетов.
9 марта 2016 Facebook, Inc. приобрела MSQRD, основатели стартапа — Евгений Невгень, Сергей Гончар и Евгений Затепякин переезжают в Лондон, где будут работать из местного офиса Facebook.
C 13 апреля 2020 года приложение MSQRD было закрыто, оно пропало из App Store и Google Play. Все инструменты интегрированы в Facebook и instagram. 